# Parc national de la plaine de Liuwa
Le parc national de la plaine de Liuwa  (en anglais : Liuwa Plain National Park) est un parc national de 3 369 km2, situé dans la province Occidentale de la Zambie. 
Liuwa signifie « plaine » en langue lozi, et la plaine est à l'origine une réserve de chasse pour le roi Lewanika, le litunga (roi ou chef suprême) des Lozi, qui lui donne ce statut au début des années 1880 ; la zone devient parc national en 1972, lorsque le gouvernement de la Zambie en prend la direction. L'ONG African Parks gère le parc en collaboration avec le Department of National Parks and Wildlife et le Barotse Royal Establishment depuis 2003.
La plaine abrite une large variété de grands mammifères, notamment des dizaines de milliers de gnous bleus, dont la migration annuelle est la seconde plus importante d'Afrique. On y trouve également de grands prédateurs tels le guépard d'Afrique australe, la hyène tachetée et le lion ; le plus célèbre de ces derniers est une femelle appelée Lady Liuwa, morte de mort naturelle en 2017, mise en vedette par un documentaire du National Geographic en 2010. Lady Liuwa était à l'époque le seul lion restant dans l'endroit, à cause de la chasse intensive, avant que l'African Parks commence à gérer le parc et ne réintroduise d'autres lions. On rencontre en outre plus de trois cents espèces d'oiseaux, dont l'observation commence à devenir une activité touristique. La population animale est stabilisée, en dépit d'un déclin et d'extinctions locales entre les années 1990 et les années 2000.

## Histoire
Avant l'instauration du parc national, la zone servait de réserve de chasse pour le litunga (« roi ») Lewanika (1842–1916), dirigeant du Barotseland entre 1878 et 1916, ; Lewanika a institué la plaine Liuwa en tant qu'aire protégée au début des années 1880.
Le statut de parc national est obtenu en 1972, et le gouvernement zambien en assure la gestion. En dépit de cela, la pression anthropique croissante entraîne un accroissement du braconnage dans le parc. African Parks, une ONG, en collaboration avec le Department of National Parks and Wildlife (DNPW) et le Barotse Royal Establishment (BRE), gère le parc depuis 2003. L'intérêt local pour la préservation du parc et de sa faune s'accroît en même temps que s'améliore la gestion et que les relations avec le litunga sont restaurées.

## Tourisme
Jusqu'au début des années 2010, le tourisme est limité dans le parc, avec seulement cinquante touristes en 2000, et moins de huit cents en 2014,. En 2014, African Parks et Norman Carr Safaris ouvrent un lodge luxueux et un service d'hélicoptères afin de faciliter l'accès touristique,. King Lewanika Lodge, qui tire son nom de l'ancien roi, peut accueillir quinze hôtes dans six villas. En 2016, la compagnie d'aviation Proflight Zambia (en) annonce prévoir des vols réguliers entre Lusaka et Kalabo, toujours afin de favoriser le tourisme.

## Flore et faune

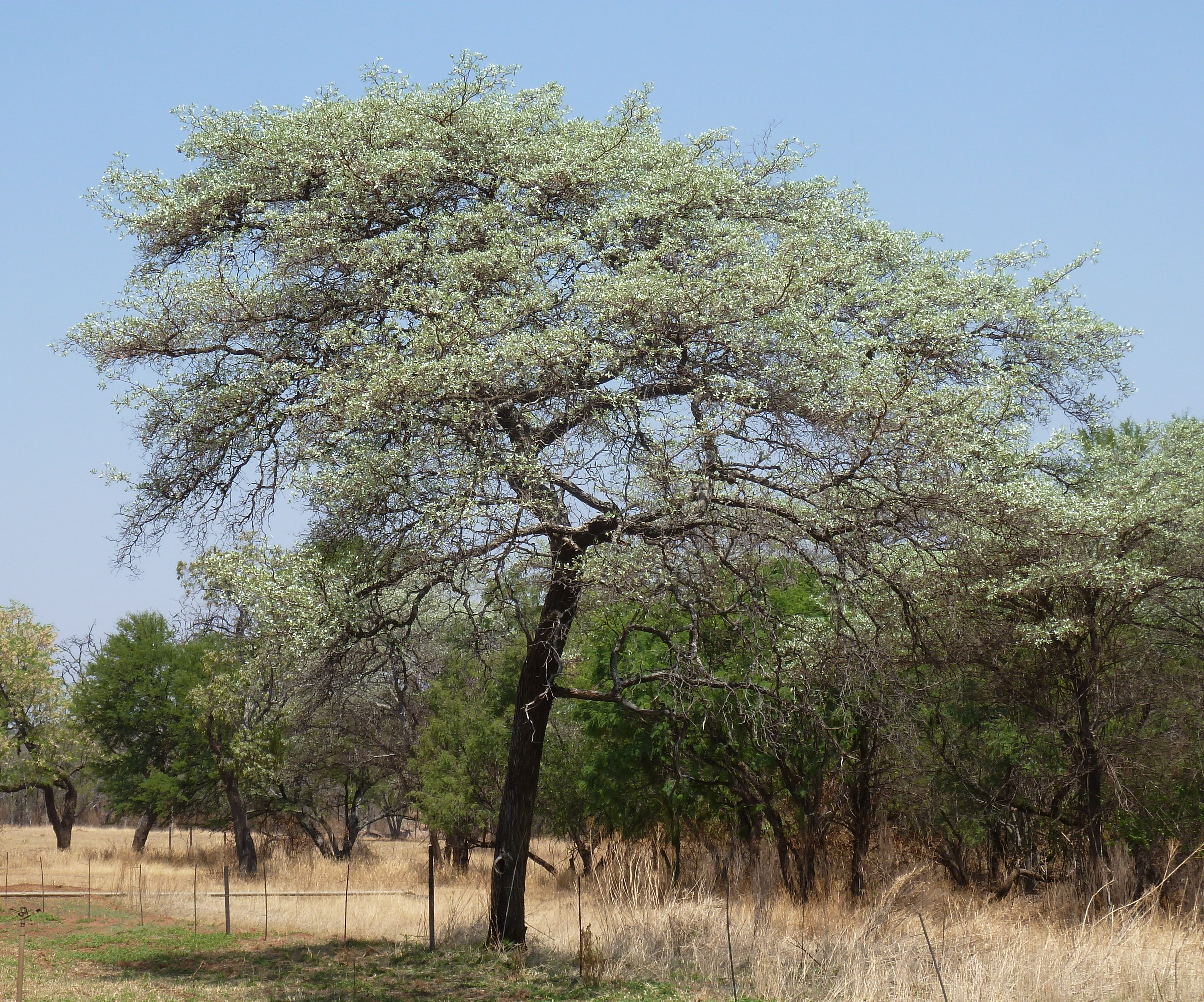
Terminalia sericea, feuillage de printemps (ici près de Pretoria).

La plaine de Liuwa se situe dans la plaine inondable Barotse, elle est limitée par la rivière Luambimba au nord et la rivière Luanginga au sud. Le parc est en majeure partie constitué de prairies, parsemées de palmiers à raphia et de forêts claires,. Les espèces d'herbes typiques sont Echinochloa stagnina et Vossia cuspidata, qui assurent la nourriture des ruminants ; on trouve aussi des tecks du Zambèze, des palissandres africains (Guibourtia coleosperma), des acacias pleureurs (Peltophorum africanum), des Terminalia sericea et différentes espèces d'Hyphaene.

### Mammifères
Liuwa abrite une grande variété de mammifères dont des buffles d'Afrique, des élands du Cap, diverses antilopes (sassabi, ourébis, cobes de Lechwe, Redunca, antilopes rouannes), ainsi que les gnous bleus qui se regroupent par dizaines de milliers pour une migration qui est la deuxième d'Afrique par le nombre de bêtes,,.
Une enquête de 1991 comptabilise 30 000 gnous bleus, 800 sassabis, 1 000 zèbres et 10 000 autres grands mammifères, élands, buffles, oribis, cobes de Lechwe, Redunca et sitatungas. Des enquêtes ultérieures montrent un déclin important des populations de buffles, d'élands, de bubales de Lichtenstein et d'antilopes rouannes. Toutefois, l'amélioration de la préservation depuis 2003 permet une stabilisation des populations.
Les prédateurs sont représentés par des guépards, des léopards, des lions et des hyènes tachetées,,. Selon African Parks, tous les lions, sauf un, sont éradiqués durant les années 1990, à cause du braconnage et de la chasse aux trophées. Le seul spécimen restant à Liuwa, une lionne appelée Lady Liuwa, est aperçu en 2002. L'ONG a depuis réintroduit plusieurs lions pour tenter de restaurer la population, et on compte douze lions en mars 2019.
Il existe aussi des populations de petits omnivores tels que la mangouste rayée et le chacal à flancs rayés.
Depuis 2005, la zone protégée est considérée comme une zone de conservation pour le lion.

#### Lady Liuwa et la population de lions

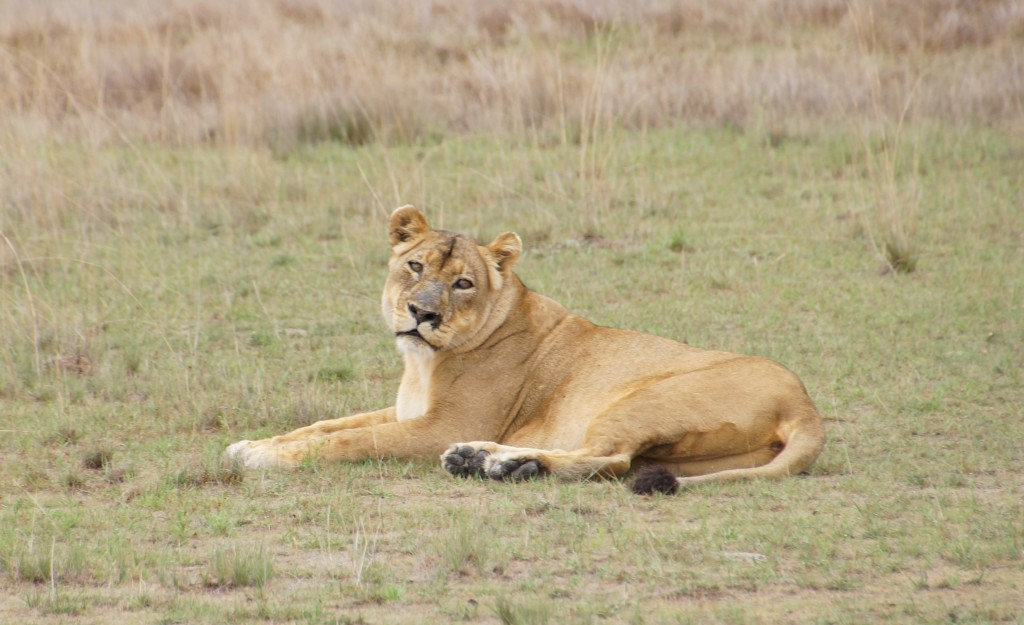
La mascotte du parc, Lady Liuwa, en 2012.

Lady Liuwa est la résidente la plus éminente du parc,, elle est le sujet d'un documentaire du National Geographic de 2010. Selon le folklore local, la lionne est la réincarnation de Mambeti, un membre du peuple lozi, qui vécut et décéda dans le parc, et elle est la grand'mère de plusieurs membres de l'équipe qui travaillent encore dans le parc en 2016. Sa présence est attestée la première fois en 2002, et on dit qu'elle visite souvent la forêt où Mambeti est enterré.
En 2008, constatant qu'aucun lion n'est venu spontanément s'installer dans le parc, l'ONG gestionnaire du parc tente d'introduire un lion mâle, mais il meurt durant la réintroduction. Deux autres mâles sont introduits en 2009,. Tous les deux sont vus s'accouplant avec Lady Liuwa, mais elle reste infertile. Les deux mâles quittent Liuwa et se rendent en Angola ; l'un est tué par la population locale et l'autre, Nakawa, revient dans le parc. Deux femelles sont introduites, venant du parc national de Kafue en 2011 ; l'une d'elles est tuée par piégeage en 2012, et l'autre, Sepo, est réintroduite dans le parc après qu'elle l'a quitté, : elle est capturée, transportée par hélicoptère et placée dans un enclos avec Lady Liuwa,. Les deux animaux se familiarisent l'un avec l'autre et sont libérés après deux mois. Après s'être accouplée avec Nakawa, Sepo donne naissance à un mâle et deux femelles en décembre 2013,. Plus tard, Nakawa est tué, peut-être par empoisonnement. Un lion non identifié est vu dans le parc en 2015. En septembre 2016, grâce à une collaboration entre African Parks, le Mushingashi Conservancy, le Zambia Carnivore Programme et le Department of National Parks and Wildlife (DPNW) de Zambie, un autre lion est introduit dans la plaine de Liuwa, venant du parc national de Kafue. Il est acclimaté avec un congénère durant deux mois dans un enclos avant d'être libéré.
Lady Liuwa meurt de mort naturelle le 9 août 2017.

### Oiseaux et reptiles

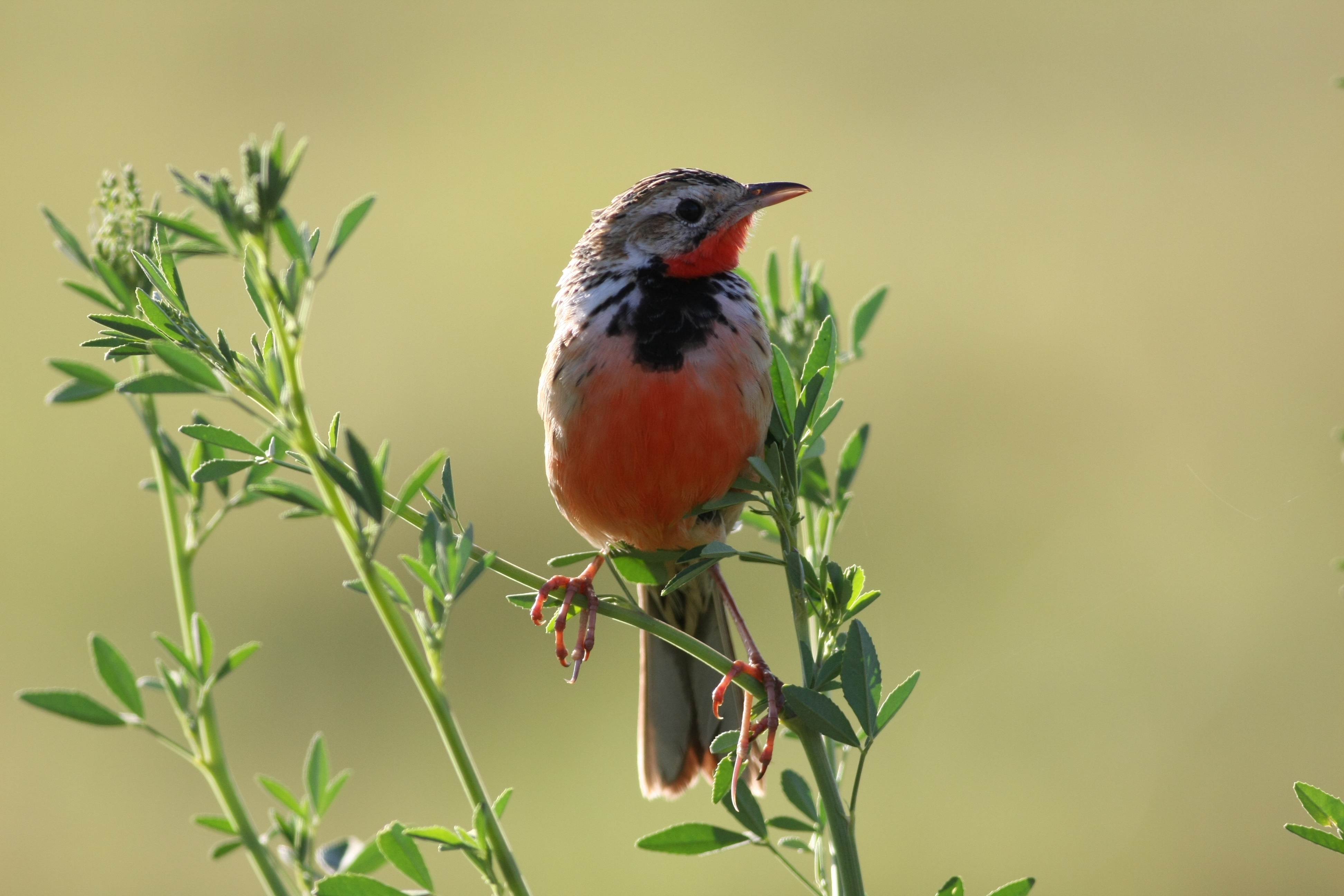
Sentinelle à gorge rose.

On recense 334 espèces d'oiseaux dans le parc, dont plusieurs espèces d'oiseaux de proie, des outardes, des grues (dont des grues royales et l'espèce en danger d'extinction des grues caronculées), des pélicans, des glaréoles et des cigognes,. En ce qui concerne les rapaces, on recense des  bateleurs des savanes, des crécerelles aux yeux blancs, des aigles martiaux, des vautours palmistes et des chouettes-pêcheuses de Pel ainsi que des aigles pêcheurs d'Afrique. Les oiseaux d'eaux sont représentés par des marabouts d'Afrique, des bec-ouvert africains, des jabirus d'Afrique et des tantales ibis, mais aussi des vanneaux armés, des aigrettes (dont l'aigrette vineuse), des hérons cendrés, des anserelles, des  oies de Gambie et des pluviers à triple collier. Sont aussi présents des glaréoles à ailes noires, des outardes de Denham, des euplectes à longue queue, des alouettes à bec rose, des sentinelles à gorge rose, des messagers sagittaires, des choucadors à queue fine, des gonoleks à ventre blanc, des outardes du Sénégal et des guêpiers.
Le parc est aussi l'habitat de différentes espèces de serpents.